# Авейль (аеропорт)
Аеропо́рт «Аве́йль» — аеропорт у місті Авейль, Південний Судан.

## Розташування
Аеропорт розташований у місті Авейль, яке є центром округу Центральний Авейль, штат Північний Бахр-ель-Газаль, Південний Судан. Поряд знаходиться державний кордон з Суданом. Аеропорт знаходиться приблизно в центрі міста. До центрального аеропорту країни Джуба 635 км.

## Опис
Аеропорт знаходиться на висоті 425 метрів (1 394 футів) над рівнем моря, і має одну ґрунтову злітно-посадочну смугу, довжина якої невідома.

## Авіакомпанії і напрямки
Аеропорт пов'язаний регулярним авіасполученням з аеропортом Джуба. Рейси виконує авіакомпанія Авіалінії Південного Судану.